# Abanotubani

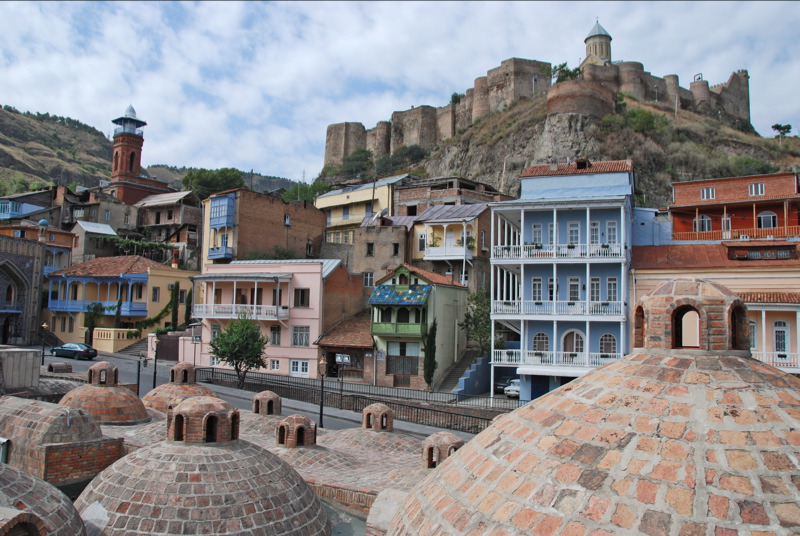
Abanotubanidistriktet med de karakteristiska svavelbaden.

Abanotubani (georgiska: აბანოთუბანი, bokstavligen "baddistriktet") är ett gammalt distrikt i Georgiens huvudstad Tbilisi. Stadsdelen är känd för sina svavelbad. Den ligger inom det administrativa distriktet Krtsanisi rajon (კრწანისის რაიონი).
Abanotubani ligger på den östra sidan om Mtkvarifloden vid foten av Nariqalafortet. Abanotubani är en viktig historisk del av staden - platsen, där enligt en legend kungen av Iberiens, Vachtang Gorgasalis falk föll, vilket ledde till upptäckten av de heta källorna och senare grundandet av Tbilisi.